# Lindera malaccensis
Lindera malaccensis är en lagerväxtart som beskrevs av Joseph Dalton Hooker. Lindera malaccensis ingår i släktet Lindera och familjen lagerväxter. Inga underarter finns listade i Catalogue of Life.